# Камиран
Камиран (фр. Camiran) насеље је и општина у југозападној Француској у региону Аквитанија, у департману Жиронда која припада префектури Лангон.
По подацима из 2011. године у општини је живело 431 становника, а густина насељености је износила 74,31 становника/km². Општина се простире на површини од 5,8 km². Налази се на средњој надморској висини од 17 метара (максималној 83 m, а минималној 11 m).

## Демографија
| 1962. | 1968. | 1975. | 1982. | 1990. | 1999. | 2011. |
| ----- | ----- | ----- | ----- | ----- | ----- | ----- |
| 405   | 410   | 373   | 364   | 388   | 443   | 431   |

График промене броја становника у току последњих година